# خوسيه خواكين كالفو
خوسيه خواكين كالفو هو عسكري كوبي، ولد في 16 يناير 1798 في هافانا في كوبا، وتوفي في 1867.